# Bernhard "Bernie" Gunther
Bernie Gunther es un policía y detective privado ficticio creado por el escritor escocés Philip Kerr (1956-2018) que protagoniza una serie de novelas de intriga ambientadas en la Alemania del apogeo y declive nazi. Inicialmente se trató de una trilogía conocida como "Trilogía berlinesa" o "Berlin Noir" (1989-1991), pero desde 2006 hasta 2018 el autor retomó al personaje con diez nuevas novelas que llevan al personaje desde el continente sudamericano hasta la Riviera francesa.

## Biografía
De los datos obtenidos en las distintas novelas se desprende la siguiente biografía del personaje:
- Nace el 23 de mayo de 1896.
- Durante la I Guerra Mundial lucha en la batalla de Amiens con la vigesimosexta división; el frente turco y es condecorado con la Cruz de Hierro.
- 1920: muere su primera mujer a causa de una epidemia de gripe, el mismo día del intento de golpe de Estado conocido como golpe de Kapp.
- 1922: ingresa en la policía criminal de Berlín, la Kripo, alcanzando el rango de Kriminalinspektor (Inspector Jefe).
- 1928: resuelve el caso de Gormann El Estrangulador, adquiriendo cierta notoriedad.
- 1933: harto de las purgas internas en la Kripo por orden de los nazis, abandona la policía y trabaja una temporada como detective en el Hotel Adlon de Berlín.
- 1934:  trabaja como detective en el Hotel Adlon de Berlín.

Hechos relatados en la primera parte de la novela Si los muertos no resucitan (sexta de la serie).
- 1936: trabaja como detective privado independiente en el Berlín del apogeo nazi.

Hechos relatados en la novela Violetas de marzo (primera de la serie).
- 1937: viaja a Palestina contratado por un empresario judío-alemán para arreglar la emigración de este a dicho país.

Hechos relatados en el prólogo de la novela Unos por otros (cuarta de la serie).
- 1938: continúa trabajando en Berlín como detective privado, en esta ocasión con un socio, Bruno Stahlecker, también antiguo policía de la Kripo.

Hechos relatados en la novela Pálido Criminal (segunda de la serie).
II Guerra Mundial
- septiembre de 1939: es Kriminalkommisar (Comisario) en la sección 5 de la Oficina de Seguridad del Reich y al estallar la guerra queda clasificado como SS Obersturmführer (Teniente de las SS).
- junio de 1941: es reclutado bajo las órdenes de su amigo el SS Gruppenführer Arthur Nebe para trasladarse a Minsk, en la Rusia ocupada. Cuando descubre que su misión allí es la de realizar ejecuciones masivas solicita el traslado al frente, pero su amigo Nebe lo envía a la Oficina de Crímenes de Guerra del Alto Mando Militar en Berlín.
- septiembre de 1941: después de volver del frente a su puesto en Homicidios de la Kripo, es enviado a Praga por Reinhard Heydrich para investigar un misterioso asesinato.

Hechos relatados en la novela Praga mortal (octava de la serie).
- verano de 1942: participa en Wansee, invitado por Arthur Nebe en una reunión de policías europeos, en la que pronuncia una conferencia sobre el caso Gormann. Se ve involucrado en el asesinato de un abogado.

Hechos relatados en la novela La dama de Zagreb (décima de la serie).
- marzo de 1943: con rango de Oberleutnant trabaja en la Oficina de Crímenes de Guerra del Alto Mando Militar en Berlín, donde investiga tanto atrocidades de los propios alemanes como de los rusos.

Hechos relatados en la novela Un hombre sin aliento (novena de la serie).
- verano de 1943: a las órdenes directas de Goebbels viaja a Croacia en donde es testigo de las atrocidades cometidas por los Ustaše. Después interviene en Suiza en un asunto secreto en el que coincide con Schellenberg. Se casa con Kirsten.

Hechos relatados en la novela La dama de Zagreb (décima de la serie).
- febrero de 1944: con rango de Hauptmann se incorpora como oficial de inteligencia (Abwehr) en el cuerpo de ejército del general Schorner en el frente ruso.
- abril de 1945: es capturado por los soviéticos en Königsberg y enviado a unas minas de cobre en los Urales.
- diciembre de 1946: mientras es trasladado a una mina de uranio en Sajonia mata a dos soldados soviéticos que lo custodiaban y se escapa saltando del tren, consiguiendo regresar finalmente a Berlín. En Gris de campaña (séptima de la serie) se da otra versión de la fuga: Gunther se escapa cuando era enviado a un "campo de reeducación" para antiguos nazis que querían convertirse al comunismo.
- 1947: Bernie Gunther está casado con una maestra reconvertida en camarera llamada Kirsten y de nuevo trabaja como detective privado en el Berlín de la postguerra.

Hechos relatados en la novela Réquiem Alemán (tercera de la serie).
Múnich
- 1949: tras unos meses regentando el hotel de su fallecido suegro y tras la muerte por enfermedad de su mujer Kirsten, Bernie Gunther reinicia su actividad como detective privado pero esta vez en la ciudad de Múnich: Kirsten fue asesinada al ser utilizada como cobaya en pruebas de la vacuna contra la malaria (pág. 371)

Hechos relatados en la novela Unos por otros (cuarta de la serie).
Argentina
- 1950: Bernie Gunther, que ha tenido que huir de Alemania por una falsa acusación de asesinato, se refugia en Argentina (como si de un criminal de guerra nazi fugado se tratara) con una nueva identidad, la del argentino descendiente de alemanes Carlos Hausner.

Hechos relatados en la novela Una llama misteriosa (quinta de la serie).
Cuba
- 1954: Bernie Gunther/Carlos Hausner vive holgadamente en La Habana mientras prepara su regreso a Alemania con su nueva identidad.

Hechos relatados en la segunda parte de la novela Si los muertos no resucitan (sexta de la serie).
Gris de campaña
- 1954: es deportado por los norteamericanos a Alemania para responder por su pasado nazi.

Hechos relatados en la novela Gris de campaña (séptima de la serie).
Costa Azul
- 1956: trabaja, bajo identidad falsa, en hoteles de la Costa Azul (Riviera francesa).

Hechos relatados en las novelas La dama de Zagreb (décima de la serie) y El otro lado del silencio (undécima de la serie).

## Obras
"Trilogía berlinesa" o "Berlin Noir" (1989-1991):
- 1. Violetas de marzo (March Violets, 1989), ambientada en Berlín en 1936, RBA Serie Negra.
- 2. Pálido criminal (The Pale Criminal, 1990), ambientada en Berlín en 1938, RBA Serie Negra.
- 3. Réquiem alemán (A German Requiem, 1991), ambientada en Berlín y Viena en 1947-48, RBA Serie Negra.

Novelas de "Bernie Gunther" (2006-2018):
- 4. Unos por otros (The One From the Other, 2006), ambientada en Múnich en 1949, RBA Serie Negra.
- 5. Una llama misteriosa (A Quiet Flame, 2008), ambientada en Buenos Aires en 1950, RBA Serie Negra.
- 6. Si los muertos no resucitan (If The Dead Rise Not, 2009), ambientada en Berlín en 1934 y en La Habana en 1954, RBA Serie Negra, Premio RBA de Novela Policiaca.
- 7. Gris de campaña (Field Grey, 2010), ambientada en La Habana en 1954, con flashbacks en Berlín 20 años antes, RBA Serie Negra.
- 8. Praga mortal (Prague Fatale, 2011), ambientada en Berlín y Praga en 1941, RBA Serie Negra.
- 9. Un hombre sin aliento (A Man Without Breath, 2011), ambientada en la Oficina de Crímenes de Guerra de la Wehrmacht en 1943, RBA Serie Negra.[1]
- 10. La dama de Zagreb (The Lady from Zagreb, 2015), ambientada en Berlín, Croacia y Suiza en 1942, RBA Serie Negra.
- 11. El otro lado del silencio (The other side of silence, 2016), ambientada en la Riviera Francesa, en 1956, RBA Serie Negra.
- 12. Azul de Prusia (Prussian Blue2017), ambientada en 1939 y algunas escenas en 1956, RBA Serie Negra.
- 13. Laberinto griego (Greeks Bearing Gifts (2018)), ambientada en Munich y Atenas. RBA Serie Negra 2019.
- 14. Metrópolis (Metropolis 2019), ambientada en Berlín en 1928, RBA Serie Negra.